# RIC8A
RIC8A‏ (RIC8 guanine nucleotide exchange factor A) هوَ بروتين يُشَفر بواسطة جين RIC8A في الإنسان.